# Mộ Dung Hoảng
Mộ Dung Hoảng (tiếng Trung: 慕容皝; bính âm: Mùróng Huǎng) (297–348), tên tự Nguyên Chân (元真), là một người cai trị nước Tiền Yên thời Ngũ Hồ thập lục quốc trong lịch sử Trung Quốc và được công nhận rộng rãi là người khai quốc. Khi kế vị cha mình là Mộ Dung Hối năm 333, ông đã thừa hưởng tước hiệu nhà Tấn ban cho là Liêu Đông công, song đến năm 337 ông đã xưng là Yên vương, theo triều thống được coi là dấu mốc khởi đầu nước Tiền Yên (Tấn Thành Đế công nhận tước vương của Mộ Dung Hoảng vào năm 341 sau nhiều tranh luận trong triều đình nhà Tấn). Sau khi con trai ông là Mộ Dung Tuấn hoàn toàn tách khỏi nhà Tấn và xưng đế năm 353, ông được truy tôn thụy hiệu (Tiền) Yên Văn Minh Đế [(前)燕文明皇帝] cùng miếu hiệu Thái Tổ (太祖).

## Đầu đời
Cha của Mộ Dung Hoảng là Mộ Dung Hối, người này ban đầu là một tù tưởng Tiên Ti giao chiến với quân Tấn vào cuối thời trị vì của Tấn Vũ Đế, hoàng đế khai quốc nhà Tấn, song sau đó ông đã khuất phục và trở thành chư hầu của Tấn vào năm 289. Vì luôn bị một tù trưởng Tiên Ti khác là Đoàn Giai (段階) đánh phá, Mộ Dung Hối đã nhún nhường tìm kiếm hòa bình với Đoàn bộ và kết hôn với một trong các con gái của Đoàn Giai. Cuộc hôn nhân này dẫn đến sự ra đời của Mộ Dung Hoảng (năm 297) và hai em trai của ông, Mộ Dung Nhân (慕容仁) và Mộ Dung Chiêu (慕容昭).
Khi Mộ Dung Hối còn cai trị với vị thế một tù trưởng, triều đình nhà Tấn liên tục ở trong tình trạng hỗn loạn và cuối cùng suy sụp do các cuộc nổi loạn, tranh giành nội bộ, trong đó mạnh nhất là Hán Triệu của người Hung Nô. Kết quả là, nhiều nạn dân đã đến các vùng lãnh địa tương đối an toàn của Mộ Dung Hối, ông ta đối xử tốt với các nạn dân người Hán và hầu hết đã lựa chọn ở lại, do vậy sức mạnh của ông được tăng cường rất nhiều, và khi quân Tấn ở mạn bắc dần dần thất trận trước tướng Thạch Lặc của Hán Triệu, vùng đất của Mộ Dung Hối trở thành lãnh địa duy nhất ở Hoa Bắc vẫn nằm dưới quyền cai trị của Tấn trên danh nghĩa, nhà Tấn ban cho ông tước hiệu Liêu Đông công. Ông ủy thác cho con trai Mộ Dung Hoảng tiến hành các nhiệm vụ quân sự quan trọng, như giao chiến với Vũ Văn bộ hùng mạnh vào các năm 320 và 325. Đầu năm 322, Mộ Dung Hối phong Mộ Dung Hoảng làm người kế vị. Tuy nhiên, Mộ Dung Hối cũng rất sủng ái các em trai của Mộ Dung Hoảng là Mộ Dung Nhân, Mộ Dung Chiêu và đặc biệt là Mộ Dung Hàn (慕容翰), người này là một vị tướng được đánh giá cao. Mộ Dung Hoảng trở nên ghen tị và nghi ngờ những người em này của mình, điều này đã gây nên các biến động về sau.

## Liêu Đông công
Năm 333, Mộ Dung Hối qua đời. Mộ Dung Doảng kế nhiệm việc quản lý lãnh địa với chức vụ được nhà Tấn ban là Bình Bắc tướng quân (平北將軍) và cử sứ thần đến thống báo việc cha qua đời cho Tấn Thành Đế và thỉnh cầu chính thức phong chức vụ cho mình. Ngay sau đó, khi đoàn sứ thần nhà Tấn chưa đến nơi, ông đã xưng làm Liêu Đông công, tước hiệu cha ông đã được ban.
Mộ Dung Hoảng thực thi quốc pháp một cách nghiêm khắc, khiến một số thuộc cấp lo lắng. Nghi ngờ của ông về Mộ Dung Hàn, Mộ Dung Chiêu và Mộ Dung Nhân cũng trở nên rõ ràng hơn. Mộ Dung Hàn, do sợ hãi đã đào thoát đến lãnh địa của bộ tộc Đoàn và trở thành một tướng lĩnh của tù trưởng Đoàn Liêu (段遼). Mộ Dung Nhân và Mộ Dung Chiêu đã âm mưu phản loạn, theo đó để Mộ Dung Nhân tấn công kinh thành Chức Thành (棘城, nay thuộc Cẩm Châu, Liêu Ninh) từ vị trí trấn giữ của mình ở Bình Quách (平郭, nay thuộc Dinh Khẩu, Liêu Ninh) và Mộ Dung Chiêu sẽ nổi dậy bên trong kinh thành để hợp sức, sẵn sàng phân chia lãnh địa nếu thành công. Mộ Dung Nhân ngay sau đó đã phát động một cuộc tấn công bất ngờ, song quân do thám của Mộ Dung Hoảng đã phát hiện được cuộc tấn công và chuẩn bị nghênh chiến, vì vậy Mộ Dung Nhân thay vào đó đã chiếm các thành ở phía đông (bán đảo Liêu Đông). Quân Mộ Dung Hoảng cử đến đều bị Mộ Dung Nhân đẩy lui, Mộ Dung Nhân sau tự xưng làm Liêu Đông công. Các sứ thần nhà Tấn được cử đến để ban cho Mộ Dung Hoảng tước hiệu Liêu Đông công ông đã bị Mộ Dung Nhân ngăn chặn và bắt giữ.
Cũng trong năm 334, bộ tộc Đoàn tấn công dưới sự chỉ huy của Mộ Dung Hàn và huynh đệ của Đoàn Liêu là Đoàn Lan (段蘭) đã tiến đánh Liễu Thành (柳城, nay thuộc Chiêu Dương, Liêu Ninh), và quân của Mộ Dung Hoảng được phái đến để giải vây cho Liễu Thành đã đại bại dưới tay quân Đoàn. Đoàn Lan muốn tiếp tục tiến về Chức Thành, song Mộ Dung Hàn lo sợ rằng bộ lạc của mình sẽ bị tiêu diệt nên đã ra lệnh rút quân.
Đầu năm 336, Mộ Dung Hoảng đã thực hiện một cuộc tấn công bất ngờ và đầy táo bạo, đích thân ông đã dẫn quân theo một tuyến đường mà Mộ Dung Nhân không mong đợi, đó là vượt qua mặt Bột Hải đã đóng băng để đến Bình Quách. Mộ Dung Nhân đã không nhận ra đây là một cuộc tấn công lớn nên đã ra khỏi thành để đánh lại Mộ Dung Hoảng. Mộ Dung Nhân sau đó bị đánh bại và bị bức tử.

## Yên vương
Năm 337, Mộ Dung Hoảng xưng làm Yên vương, một tước hiệu mà nhà Tấn trước đó đã xem xét trao cho Mộ Dung Hối song đã từ chối. Điều này được xem như dấu mốc thành lập Tiền Yên, đặc biệt là bởi ông cũng đã lập nên một cơ cấu chính quyền theo gương triều đình nhà Tấn, mặc dù với các chức tước khác để thể hiện sự thấp kém trước Tấn.
Cùng năm, Mộ Dung Hoảng, đi ngược lại với chính sách không liên lạc với Hậu Triệu của cha ông, và đã cử một sứ thần đến Hậu Triệu hứa hẹn trở thành chư hầu và đề nghị cùng hợp quân chống lại bộ tộc Đoàn. Hoàng đế Thạch Hổ của Hậu Triệu rất hài lòng và sau đó ân chuẩn cuộc tấn công năm 338. Vào mùa xuân, họ bắt đầu tấn công. Mộ Dung Hoảng nhanh chóng tiến đánh và cướp phá các thành của Đoàn ở phía bắc kinh thành Lệnh Chi (令支, nay thuộc Đường Sơn, Hà Bắc), đánh bại quân của Đoàn Lan. Ông sau đó rút quân, và khi quân Hậu Triệu đến thì Đoàn Liêu đã không còn dám đối đầu nên đã bỏ Lệnh Chi và chạy trốn. Lệnh Chi đầu hàng quân Hậu Triệu. Thạch Hổ hài lòng về chiến thắng song giận dữ trước việc Mộ Dung Hoảng đã rút quân trước khi có thể hội quân và ông quyết định quay sang chống Mộ Dung Hoảng. Với một lực lượng Hậu Triệu đông đảo tiến vào, các thành của Tiền Yên đều khuất phục ngoại trừ kinh thành Chức Thành. Mộ Dung Hoảng xem xét đến việc chạy trốn, song đã nghe theo lời khuyên của tướng Mộ Dư Căn (慕輿根), ông ở lại và phòng thủ thành trong gần 20 ngày, và quân Hậu Triệu đã buộc phải rút lui; Mộ Dung Hoảng sau đó cử con trai là Mộ Dung Khác đi đánh quân Hậu Triệu vừa rút và đã giành được đại thắng, đội quân Hậu Triệu duy nhất còn nguyên vẹn là của Thạch Mẫn, cháu trai nuôi của Thạch Hổ. Sau khi quân Hậu Triệu rút khỏi, Mộ Dung Hoảng đã cho chiếm lại các thành. Ông cũng giành quyền kiểm soát các thành trước đây của Đoàn bộ, mở rộng lãnh địa đến bắc bộ Hà Bắc. Đầu năm 339, sau khi Đoàn Liêu gửi các thỉnh cầu đối lập đến Hậu Triệu và Tiền Yên, yêu cầu đầu hàng, quân Hậu Triệu và Tiền Yên lại giao chiến, Mộ Dung Khác lại một lần nữa đại thắng trước quân Hậu Triệu. Mộ Dung Hoảng coi Đoàn Liêu là khách và hợp nhất các đội quân Đoàn bộ còn lại vào quân Tiền Yên. Tuy nhiên, đến cuối năm, Đoàn Liêu lập kế hoạch nổi loạn và bị Mộ Dung Hoảng giết chết. (Tuy nhiên, gia tộc Đoàn đã không bị xóa sổ, và nhiều thành viên của gia tộc Đoàn sau đó đã trở thành các tướng, quan lại và thê thiếp của hoàng tộc Mộ Dung). Từ thời điểm này, quân Tiền Yên tiến hành các cuộc tấn công hàng năm nhằm vào vùng biên giới của Hậu Triệu. Họ cũng định kỳ tấn công Vũ Văn bộ và Cao Câu Ly.
Cũng trong năm 339, Mộ Dung Hoảng gả em gái cho Đại vương Thác Bạt Thập Dực Kiền (拓跋什翼犍, thắt chặt liên minh giữa hai thế lực Tiên Ti (Tuy nhiên, hai bên đã có các trận đánh không thường xuyên sau cái chết của Mộ Dung công chúa năm 342). Ông cũng cử sứ thần đến kinh thành Kiến Khang của nhà Tấn để chính thức yêu cầu Tấn Thành Đế ban cho tước hiệu Yên vương, giải thích rằng mình cần nó để nâng cao quyền lực đối với người dân song vẫn sẽ tiếp tục trung thành với Tấn. Năm 341, sau nhiều tháng tranh luận, Thành Đế đã ban cho Mộ Dung Hoảng tước vương.
Năm 340, Mộ Dung Hàn, người đã chạy đến Vũ Văn bộ sau khi bộ tộc Đoàn bị đánh bại, ông ta bị Vũ Văn bộ nghi ngờ và ngược đãi nên đã trở về Liêu Đông. Mộ Dung Hoảng phong cho em trai làm một tướng lĩnh.
Năm 341, Mộ Dung Hoảng dời đô từ Cức Thành đến một thành mới được xây dựng là Long Thành (龍城, nay thuộc Chiêu Dương, Liêu Ninh).
Năm 344, Mộ Dung Hoảng, cùng phó tướng Mộ Dung Hàn đã tiến đánh Vũ Văn bộ, quân Tiền Yên đã đại thắng và buộc tù trưởng Vũ Văn Dật Đậu Quy (宇文逸豆歸) phải chạy trốn. Quân Tiền Yên buộc Vũ Văn bộ phải di chuyển xuống phía nam và hợp nhất họ thành thần dân của Tiền Yên. Cuối năm đó, Mộ Dung Hoảng vẫn còn lo sợ Mộ Dung Hàn nên đã bức tử em trai.
Năm 345, Mộ Dung Hoảng chấm dứt việc sử dụng niên hiệu của nhà Tấn, một dấu hiệu được một số người coi là bắt đầu việc Tiền Yên chính thức độc lập.
Năm 348, Mộ Dung Hoảng lâm bệnh và qua đời. Con trai ông là Mộ Dung Tuấn lên kế vị.